# Taaixa
Els taaixa són una agrupació ètnica àrab del Sudan, a la Gezira del sud, Kordofan i Darfur i fins al Txad oriental; són un dels grups principals dels Bakkara (Poble dels Ramats). Van accedir al poder al Sudan mitjançant el seu membre més destacat, Abdullahi (Abd-Al·lah ibn Muhàmmad at-Taaixí) que va succeir a Muhàmmad Àhmad, amb títol de califa el juny de 1885; va afavorir al seu clan que durant 14 anys van exercir els principals càrrecs sent anomenats l'«Aristocràcia taaixita»; Abdullahi va morir a mans dels britànics a Umm Diwaykarat el 24 de novembre de 1899 i el poder dels taaixa es va acabar totalment.